# Tony Oller
Tony Oller est un acteur américain et auteur-compositeur-interprète né le 25 février 1991 à Houston.
Depuis 2012, avec Malcolm David Kelley, ils forment le groupe MKTO.

## Carrière musicale
C'est en 2012 que Tony Oller et Malcolm David Kelley forment le duo MKTO (des initiales de leurs noms: Malcolm Kelley Tony Oller). Le duo a signé chez Columbia Records, tout comme Beyonce, Pharrell Williams ou encore Adele. Leur premier single, "Thank You", sort le 15 janvier 2013. Il se retrouve à la deuxième place des charts australiens, et à la septième place des charts de Nouvelle-Zélande. "Classic", le second single, sortira avec un clip vidéo en 2013.

## Vie privée
D'avril 2008 à 2009, il a été en couple avec l'actrice Carlson Young.

## Filmographie

### Cinéma
- 2012 : Nuits noires de Martin Guigui : Travis
- 2013 : American Nightmare de James DeMonaco : Henry

### Télévision
- 2007 : Trop la classe ! (TV) : Daniel « Danny » Neilson
- 2010 : Gigantic (TV) : Walt Moore
- 2010 :  La Femme de trop (Unanswered Prayers) (TV) de Steven Schachter : Jesse Beck
- 2014: Les Thundermans ( Saison 2 Episode 6 ) Shred it go